# Список типів чисел
Числа можна класифікувати за тим, як вони представлені, або за властивостями, які вони мають.

## Основні типи
Натуральні числа (ℕ): Підрахункові числа {1, 2, 3, …} прийнято називати натуральними числами; однак, інші визначення включають 0, так що відємні цілі числа {0, 1, 2, 3, …} також називаються натуральними числами.
Цілі (ℤ): Додатні та від'ємні підрахунки чисел, а також нуль: {…, −3, −2, −1, 0, 1, 2, 3, …}.
Раціональні числа (ℚ): Числа, які можна виразити як відношення цілого числа до ненульового цілого числа. Усі цілі числа раціональні, але зворотне не відповідає дійсності; є раціональні числа, які не є цілими числами.
Дійсні числа (ℝ): Числа, які можуть представляти відстань уздовж лінії. Вони можуть бути додатні, від'ємні або нульовими. Всі раціональні числа дійсні, але навпаки не вірно.
Ірраціональні числа ({\displaystyle \mathbb {I} } 𝕀): Дійсні числа, які не є раціональними.
Комплексні числа (ℂ): Включає дійсні числа, уявні числа, а також суми та відмінності дійсних і уявних чисел.
Уявні числа: Числа, які дорівнюють добутку дійсного числа, і квадратний корінь −1. Число 0 є і реальним, і уявним.
Гіперкомплексні числа включають різні розширення системи чисел: кватерніони (ℍ), октоніони ({\displaystyle \mathbb {O} } 𝕆), седеніони({\displaystyle \mathbb {S} } 𝕊), бікомплексні числа, кокватерніони та бікватерніони.
p-адичні числа: Різні системи числення, побудовані з використанням меж раціональних чисел, відповідно до понять «межа», відмінних від тієї, що використовується для побудови дійсних чисел.

## Представлення чисел
Десяткова: стандартна індуїстсько-арабська система числення, що використовує основу десять.
Двійкова: Основна система числення, яка використовується двома.
Шістнадцяткова: Широко використовується дизайнерами комп'ютерних систем та програмістами, оскільки вони забезпечують більш дружнє для людини представлення двійкових кодованих значень.
Вісімкова: Іноді використовується дизайнерами комп'ютерних систем та програмістами.
Дванадцяткова: Найзручніша система числення, завдяки поділу дванадцяти на широкий діапазон найелементарніших чисел {1, 2, 3, 4}.
Шістнадцяткова: Походить із древніх шумерів у 3-му тисячолітті до н. е., було передано стародавнім вавилонянам
(Дивіться позиційні позначення для інформації про інші бази)
Римські цифри: Система числення Стародавнього Риму, яка досі періодично використовується.
Зарубка: зазвичай використовуються для підрахунку речей, які збільшуються на невеликі суми і змінюються не дуже швидко.
Дроби: Представлення не цілого числа у співвідношенні двох цілих чисел. Сюди входять неправильні дроби, а також змішані числа.
Ланцюговий дріб: Вираз, отриманий за допомогою ітераційного процесу подання числа як суми його цілої частини та зворотного іншого числа, потім написання цього іншого числа як суми його цілої частини та іншої зворотної і так далі.
Експоненційний запис: метод написання дуже малих і дуже великих чисел з використанням потужностей 10. При використанні в науці така кількість також передає точність вимірювання, використовуючи значні цифри.
Нотація Кнута, нотація Конвея, і масивна нотація: нотації, які дозволяють короткий уявлення деяких дуже великих цілих чисел, такі як числа Грема.

## Представлення чисел зі знаком
Додатні числа: Дійсні числа, що перевищують нуль.
Від'ємні числа: Дійсні числа, менші за нуль. Оскільки нуль сам по собі не має ознаки, ані додатні числа, ані від'ємні числа не включають нуль. Якщо нуль є можливістю, часто використовують такі терміни: Не від'ємні числа: Дійсні числа, що більше або дорівнюють нулю. Таким чином, число є або нульовим, або додатним.
Не додатні числа: Дійсні числа, менші або рівні нулю. Таким чином, число є або нульовим, або відємним.

## Типи цілого числа
Парні і непарні числа: Ціле число є навіть кратним двом, а непарне — ні.
Просте число: Ціле число з точно двома позитивними дільниками: себе і 1. Прості числа утворюють нескінченну послідовність 2, 3, 5, 7, 11, 13, 17, 19, 23, 29, 31, …
Складене число: Число, яке можна включити у добуток менших цілих чисел. Кожне ціле число більше одиниці є простим або складеним.
Полігональні числа: Це числа, які можна представити у вигляді крапок, розташованих у формі правильного многокутника, включаючи трикутні числа, квадратні числа, п'ятикутні числа, шестикутні числа, шестикутні числа, восьмикутні числа, дев'ятикутні числа, десятикутні числа, одинадцятикутні числа, і дванадцятикутні числа.
Існує багато інших відомих цілих послідовностей, таких як послідовність чисел Фібоначчі, послідовність факторіалів, послідовність досконалих чисел тощо, багато з яких перераховані в онлайн енциклопедії цілих послідовностей.

## Алгебраїчні числа
Алгебраїчне число: Будь-яке число, яке є коренем ненульового многочлена з раціональними коефіцієнтами.
Трансцендентне число: Будь-яке дійсне чи складне число, яке не є алгебраїчним. Приклади включають e і π.
Тригонометричне число: Будь-яке число, яке є синусом або косинусом раціонального кратного π.
Квадратична ірраціональність: алгебраїчне число, яке є коренем квадратичного рівняння. Таке число можна виразити сумою раціонального числа і квадратним коренем раціонального.
Конструктивне число: Число, що представляє довжину, яку можна побудувати за допомогою компаса та випрямлення. Вони є підмножиною алгебраїчних чисел і включають в себе квадратичні надлишки.
Алгебраїчне ціле число: алгебраїчне число, яке є коренем монічного многочлена з цілими коефіцієнтами.

## Нестандартні числа
Трансфінітне число: Числа, що перевищують будь-яке натуральне число.
Порядкові числа: Кінцевий і нескінченні числа, використовувані для опису типу замовлення з добре впорядкованих множин.
Кардинальне число: Кінцеві і нескінченні числа використовуються для опису значення потужності з множин.
Нескінченно мала величина: Нільпотентні числа. Вони менші, ніж будь-яке додатне дійсне число, але, тим не менш, більше нуля. Вони використовувались при початковій розробці числення та використовуються в синтетичній диференціальній геометрії.
Гіпердійсні числа: числа, що використовуються в нестандартному аналізі. Сюди входять нескінченні та нескінченно малі числа, які мають певні властивості дійсних чисел.
Сюрреальні числа: Система числення, що включає гіперреальні числа, а також порядкові. Сюрреалістичні числа — це найбільше можливе упорядковане поле.

## Обчислюваність та визначеність
Обчислюване число : Дійсне число, цифри якого можна обчислити за допомогою алгоритму.
Визначне число: Дійсне число, яке можна однозначно визначити за допомогою формули першого порядку з однією вільною змінною мовою теорії множин.